# Viktor Vitigoj
Viktor Vitigoj, slovenski duhovnik, * 23. marec 1915, Dolenja vas, Čatež † 28. oktober 1943, Čatež.

## Življenje
Mladi Viktor je na pobudo takratnega ministra dr. Franca Kulovca odšel študirati v Škofove zavode v Šentvid pri Ljubljani, kjer je leta 1935 maturiral. Vstopil je v ljubljansko bogoslovje, 7. julija 1940 je bil posvečen v duhovnika. Na novi maši je pridigal takratni škof Gregorij Rožman. Zaradi nadarjenosti je ob vzpodbudi doma sam študiral in se pripravljal na doktorat.
Septemebr 1943 je zaradi bolezni brata preživel doma, nato je brata odpeljal v bolnišnico v Novo mesto, kjer je le-ta umrl. V Ljubljano se po kapitulaciji Italije ni mogel več vrniti. Partizani so se naselili po raznih domovih in pri Vitigojevih so imeli svoje poveljstvo. 25. oktobra se je začela nemška ofenziva, partizani so razglasili, da bodo požgali Čatež, zato se je takratni župnik Povše preselil skupaj z begunskim duhovnikom Janezom Platišo. 28. septembra so se po napadu na nemške enote v Krnici partizani umaknili, nemška vojska pa je po vaseh pobrala talce. Prijeli so tudi župnika Povšeta in duhovnika Platišo in Viktorja Vitigoja. Gnali so jih proti Gorenji vasi. Platiša in Vitigoj sta verjetno prepričala nemške vojake, da so zaradi bolehnosti izpustili Povšeta. Nato so kakšen kilometer od Čateža preostala duhovnika ustrelili. 7. novembra so ljudje našli njuni trupli pod cesto in ju 8. novembra pokopali pri cerkvi na Čatežu. 